# EPANET
EPANET은 미국 환경보호국(EPA)의 물 공급과 수자원 부문에서 개발된 관망해석용 공개 소프트웨어이다. 압력 관망내에서의 수리, 수질 거동의 시간적인 모의하고 상수도의 공급과 물 성분의 움직임의 이해를 개선할 수 있도록 설계되었다. EPANET은 1993년에 처음으로 만들어졌다.
EPANET2는 오픈 소스 툴킷(C 응용 프로그램 프로그래밍 인터페이스로 만들어졌다. 이 엔진은 많은 소프트웨어 회사에서 GIS와 결합돼 더 강력한 패키지 프로그램으로 만들어져 사용되고 있다. ".inp"는 EPANET 입력 파일 포맷이다.

## 같이 보기
- 수리학
- 공개 소프트웨어